# Sodevci
Sodévci je naselje v Sloveniji.

## Geografija
Povprečna nadmorska višina naselja je 190 m.
Pomembnejša bližnja naselja so: Kot ob Kolpi 1( km), Stari trg ob Kolpi (2 km), Predgrad (4 km) in Črnomelj (20 km).